# Mallovendus
Mallovendus war ein Fürst des germanischen Stamms der Marser, der sich im Kontext der Germanicus-Feldzüge im Jahr 15 n. Chr. den Römern unterworfen hatte. Er teilte Germanicus das Versteck des Adlers einer der untergegangenen Legionen des Varus mit.
Einzige Quelle zur Person des Mallovendus ist Tacitus (annales 2,25) der ihn kurz in seiner Abhandlung des Zeitgeschehens erwähnt. Die Marser waren Teil der Arminius-Koalition gegen die Römer und gerieten seit 11 n. Chr. in den Fokus römischer Vergeltungsmaßnahmen. Zu dieser Zeit wird Mallovendus als deren Fürst bezeichnet. Im Herbst des Jahres 14 n. Chr. vernichtete Germanicus Siedlungen und das kultisch-religiöse Zentrum des Tamfana-Heiligtums im Gebiet der Marser. Offensichtlich waren die zivilen Opfer unter den Germanen bedeutend – Mallovendus hat das Massaker mutmaßlich aufgrund seiner adeligen Abkunft überlebt. In der Folge dieser Ereignisse unterwarf sich Mallovendus im Jahr 15/16 n. Chr. den Römern und setzte sich damit in Opposition zu Teilen seines Stammes, die den Widerstand gegen Germanicus fortsetzten. Im Herbst des Jahres 16 n. Chr. verriet er dem wiederkehrenden Germanicus den Verbleib eines der erbeuteten Legionsadler aus der Varusschlacht, der in einem heiligen Hain unweit des Marsergebiets vergraben war. Danach verlieren sich die Spuren und der weitere Verbleib des Mallovendus, auf jeden Fall befand er sich nicht unter den Gefangenen des Triumphzugs des Germanicus in Rom im Jahr 17 n. Chr.